# Tarwagtajn gol
Tarwagtajn gol (mong. Тарвагатайн гол) – rzeka w Mongolii, mieszcząca się w całości na terenie ajmaku bulgańskiego. Nie ma danych co do długości rzeki czy dorzecza, wiadomo, że rozpoczyna się około 30 km na północ od centrum somonu Selenge w paśmie górskim Angarhai i uchodzi do Egijn gol.